# Starovaïta
La starovaïta és un mineral de la classe dels fosfats. Rep el nom de la russa Galina Leonidovna Starova, cristal·lògrafa i professora associada de la Facultat de Química de la Universitat Estatal de Sant Petersburg.

## Característiques
La starovaïta és un vanadat de fórmula química KCu₅O(VO₄)₃. Va ser aprovada com a espècie vàlida per l'Associació Mineralògica Internacional l'any 2011, sent publicada per primera vegada el 2013. Cristal·litza en el sistema triclínic. La seva duresa a l'escala de Mohs es troba entre 3,5 i 4.

## Formació i jaciments
Va ser descoberta a la Fumarola Iadovítaia del volcà Tolbàtxik, al krai de Kamtxatka (Rússia), on es troba formant cristalls prismàtics, ja sigui en aerosols, agregats en forma de garba o en crostes, normalment sobre lammerita. També ha estat descrita a la colada de lava d'Uncino, al Vesuvi (Itàlia), sent aquests dos indrets els únics a tot el planeta on ha estat descrita aquesta espècie mineral.